# Jón Jósep Snæbjörnsson
Jón Jósep Snæbjörnsson, noto anche con lo pseudonimo di Jónsi (Akureyri, 1º giugno 1977), è un cantante islandese.
È un membro della band Í Svörtum Fötum (in italiano, In Abito Nero). Jónsi ha rappresentato l'Islanda all'Eurovision Song Contest 2004 terminando 19º. L'11 febbraio 2012 ha vinto il Söngvakeppni Sjónvarpsins 2012, insieme a Greta Salóme, ottenendo la possibilità di rappresentare l'Islanda all'Eurovision Song Contest 2012 con Never Forget (Non dimenticare, in italiano) a Baku, in Azerbaigian; dopo l'ottavo posto nella prima semifinale, la canzone è giunta al 20º posto in finale.

## Biografia
Jónsi è lo pseudonimo di Jón Jósep Snæbjörnsson, uno dei cantanti islandesi più popolari secondo un sondaggio risalente al 2004. È nato il 1º giugno 1977 ad Akureyri nella parte settentrionale dell'Islanda. Jón Jósep si trasferì a Reykjavík nel 1997 e decise di iniziare la sua carriera musicale. Riuscì ad ottenere molte opportunità come cantante e nel 1998 si unì ad un gruppo di amici che avevano appena formato una band, e che erano in cerca di una voce. La band fu denominata Í Svörtum Fötum (Vestiti Di Nero) e debuttò il 1º gennaio 1999, vestiti, per l'appunto, in giacca e cravatta nere, e camicia bianca. Dopo aver pubblicato il primo singolo, "Nakinn" ("Nudo"), nella primavera del 2001 guadagnarono la notorietà su scala nazionale quando la canzone raggiunse la seconda posizione della classifica musicale islandese.
La band stipulò un accordo per la realizzazione di 4 album con la Skifan Records nel settembre 2001 e cominciò la produzione del secondo album. Il gruppo era conosciuto per le loro movimentate performance dal vivo e per le date dei concerti in rapida successione. Durante l'estate 2002 fu pubblicato Í Svörtum Fötum, che ricevette buone recensioni. In seguito, hanno continuato, nel corso del 2003, a rinforzare l'appoggio dei fan, e a cercare un maggiore successo con il terzo album, Tengsl.
Jónsi fu eletto Vocalist of the Year all'Íslensku tónlistarverðlaunin 2003 per le sue eccezionali prestazioni musicali.
Negli ultimi due anni, Jón Jósep ha duettato e prodotto brani con i più famosi artisti islandesi, e nel 2003 è stato ingaggiato come protagonista e interprete di Danny Zuko nella versione islandese di Grease, con Rósa Birgitta Ísfeld nel ruolo di Sandy, rendendo Grease uno dei più redditizi spettacoli teatrali d'Islanda.